# Reichsstelle für den Unterrichtsfilm

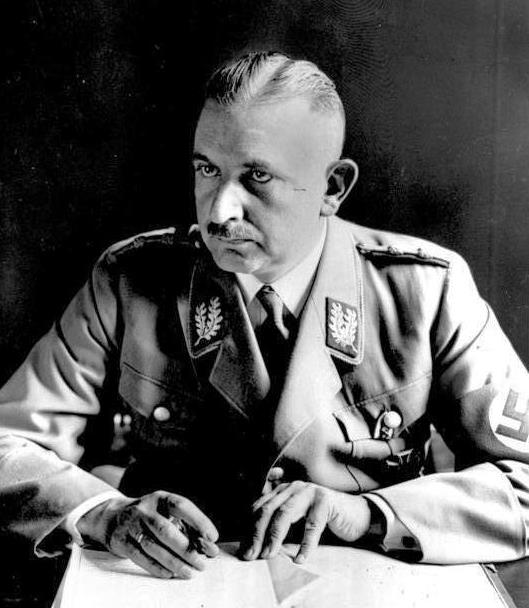
Bernhard Rust, 1934, Reichsminister für Wissenschaft, Erziehung und Volksbildung und Dienstherr der Reichsstelle für den Unterrichtsfilm

Die Reichsstelle für den Unterrichtsfilm (RfdU), die 1940 in Reichsanstalt für Film und Bild in Wissenschaft und Unterricht (RWU) umbenannt wurde, war im nationalsozialistischen Deutschen Reich eine Zentralstelle für die Produktion von Unterrichtsfilmen und ein Instrument zur Gleichschaltung der deutschen Schul- und Ausbildungswesen mit Sitz in Berlin.
Die Reichsstelle für den Unterrichtsfilm wurde am 26. Juni 1934 durch den Kultusminister Bernhard Rust auf Initiative vom ehemaligen Kapitänleutnant Egon von Werner gegründet. Er wurde auch erster Geschäftsführer der Reichsstelle. Abteilungsleiter wurden Kurt Gauger, Erich Dautert und Walther Günther. 1936 avancierte Kurt Gauger zum Leitenden Geschäftsführer der Reichsstelle, welcher unter von Werner die Leitung der Hochschulabteilung in der Reichsstelle innehatte. 1941 wurde Gauger zum Direktor der Reichsstelle befördert. 

## Geschichte
Bis 1944 produzierte die Einrichtung schätzungsweise 900 Filme; über 270 davon waren für die Schulen, der Rest für Forschungs- und Lehrzwecke an Hochschulen bestimmt. Insgesamt wurden mehr als eine halbe Million Filmkopien ausgeliefert. In welchem Umfang diese Filme tatsächlich eingesetzt wurden, ist ungeklärt. Zu den wichtigsten Produzenten für die Reichsstelle gehörten Hans Cürlis, Hubert Schonger und Wilfried Basse.
Die Reichsstelle für den Unterrichtsfilm diente auch als Leihstelle für Unterrichtsmedien wie Filme und Lichtbilder sowie für Vorführgeräte. 1943 zählten zur Einrichtung 36 Landesbildstellen und 1243 Kreis- und Stadt-Bildstellen, auch in den besetzten Gebieten.
Sie war Herausgeberin einer medienpädagogischen Schriftenreihe und von 1935 bis 1943 auch der Zeitschrift „Film und Bild in Wissenschaft, Erziehung und Volksbildung“.
Am 6. Februar 1935 entstand innerhalb der Reichsstelle für den Unterrichtsfilm eine „Abteilung Hochschule“, die 1936 die Bestände der „Deutschen Gesellschaft für wissenschaftliche Filme“ (DEGEWI) übernahm. Am 1. Januar 1940 wurde die „Abteilung für den technisch-wissenschaftlichen Forschungsfilm“ herausgelöst und im August 1943 nach Groß-Cammin (Mark Brandenburg) verlegt. Im April 1945 wurde die Abteilung weiter nach Höckelheim bei Göttingen verlegt. Aus ihr ging dann später (1956) auch das Institut für den Wissenschaftlichen Film (IWF) hervor.
Im Dezember 1945 wurde unmittelbar nach der Beschlagnahme des Inventars durch US-Soldaten als Nachfolgeorganisation das Institut für Film und Bild in Wissenschaft und Unterricht (FWU) gegründet. Die Aufgliederung in Kreisbildstellen wurde beibehalten.